# Turbulateur
Un turbulateur est un dispositif qui vise à transformer une couche limite laminaire en une couche limite turbulente. Un écoulement turbulent peut être souhaité par exemple sur certaines surfaces porteuses de l’aile d'un avion, ou également dans des applications industrielles telles que les échangeurs de chaleur et pour assurer le mélange de fluides. On trouve des turbulateurs dans de nombreuses machines comme des tambours rotatifs, des stérilisateurs, des fours à transfert de chaleur, des engins de mélange et de bouletage ou encore des ventilateurs servant à éviter la stratification thermique.

## Fonctionnement

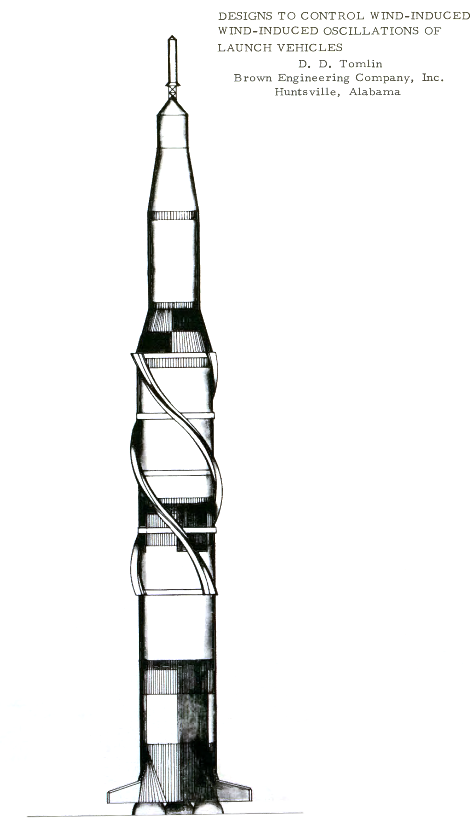
Projet (rejeté) de turbulateur visant à protéger la fusée Saturn V sur son pas de tir contre les vibrations causées par une allée de tourbillons de Karman.

Un turbulateur réalise (ou anticipe) la transition de la couche limite depuis le régime laminaire jusqu'au régime turbulent. En ce qui concerne les écoulements externes (écoulement sur les corps, par opposition aux écoulement à l'intérieur des corps et dans les tuyaux), le but de cette transition peut être de brouiller l'émission d'une allée de tourbillons de Bénard-Karman dus au vent, qui peuvent produire d'importants efforts cycliques pouvant être destructeurs.

Un autre but des turbulateurs peut être de faire réaliser au corps sa crise de traînée, c'est-à-dire de donner à l'écoulement un nombre de Reynolds où le décollement aval n'est pas automatique (le décollement augmentant fortement son coefficient de traînée {\displaystyle C_{x}}). C'est le cas des turbulateurs installés sur des corps de petites dimensions à  vitesses lentes (donnant un trop faible nombre de Reynolds) en particulier les balles de golf (leurs aspérités en creux sont des turbulateurs) et les ailes de modèles réduits d'avion. De même, le nombre de Reynolds des pieds de pales d'éoliennes est très bas ce qui peut obliger à l'installation de turbulateurs (ou générateurs de tourbillons).
Toujours pour les écoulements externes, la présence de turbulateurs peut induire le recollement sur des zones particulières des aéronefs en provoquant une transition de la couche limite. Sur les planeurs, le turbulateur est souvent une mince bande en zigzag qui est placée sous l’aile et parfois sur la dérive .

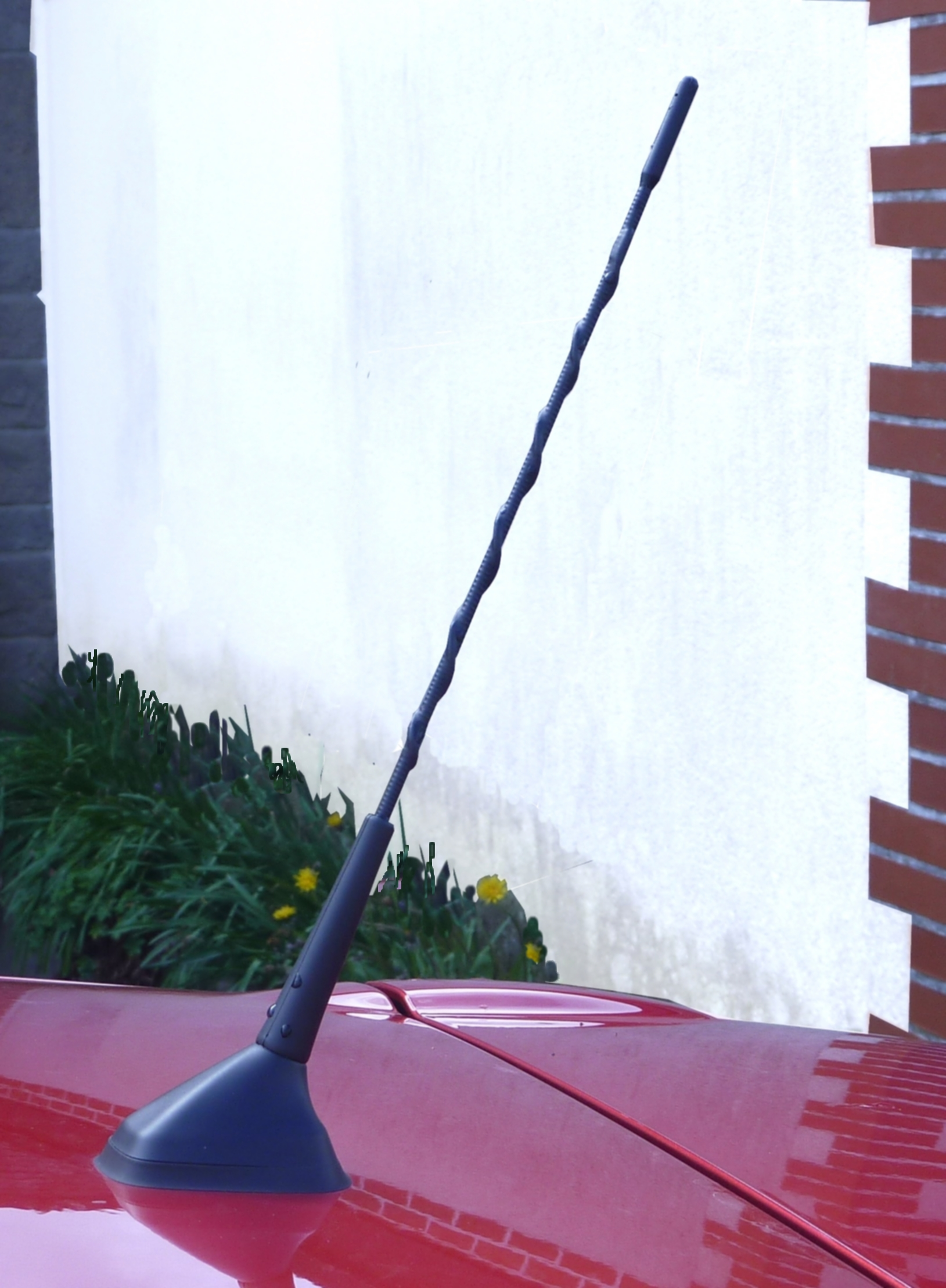
Turbulateur hélicoïdal d'antenne empêchant son sifflement.
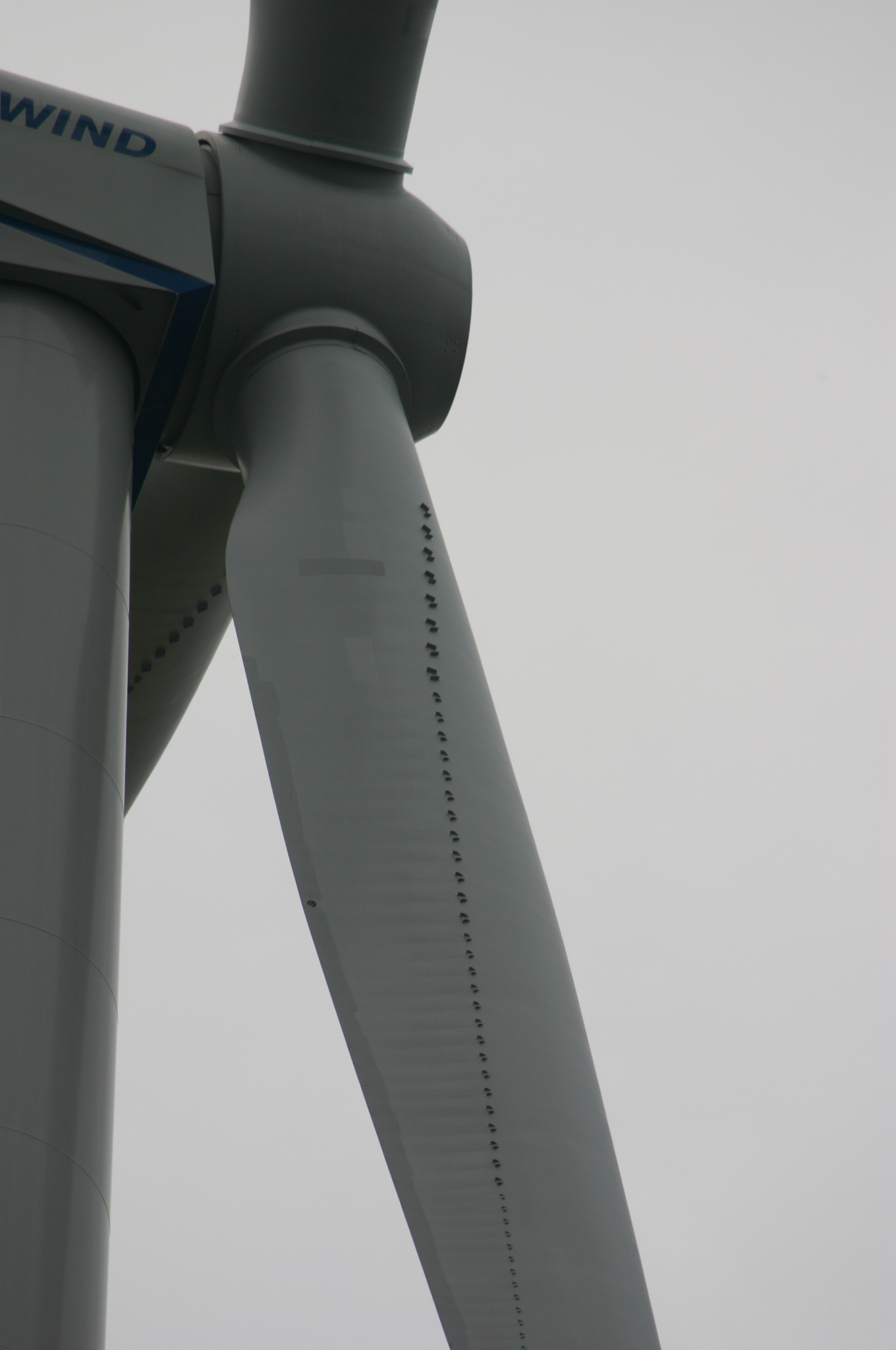
Turbulateurs en pied de pales d'éolienne.
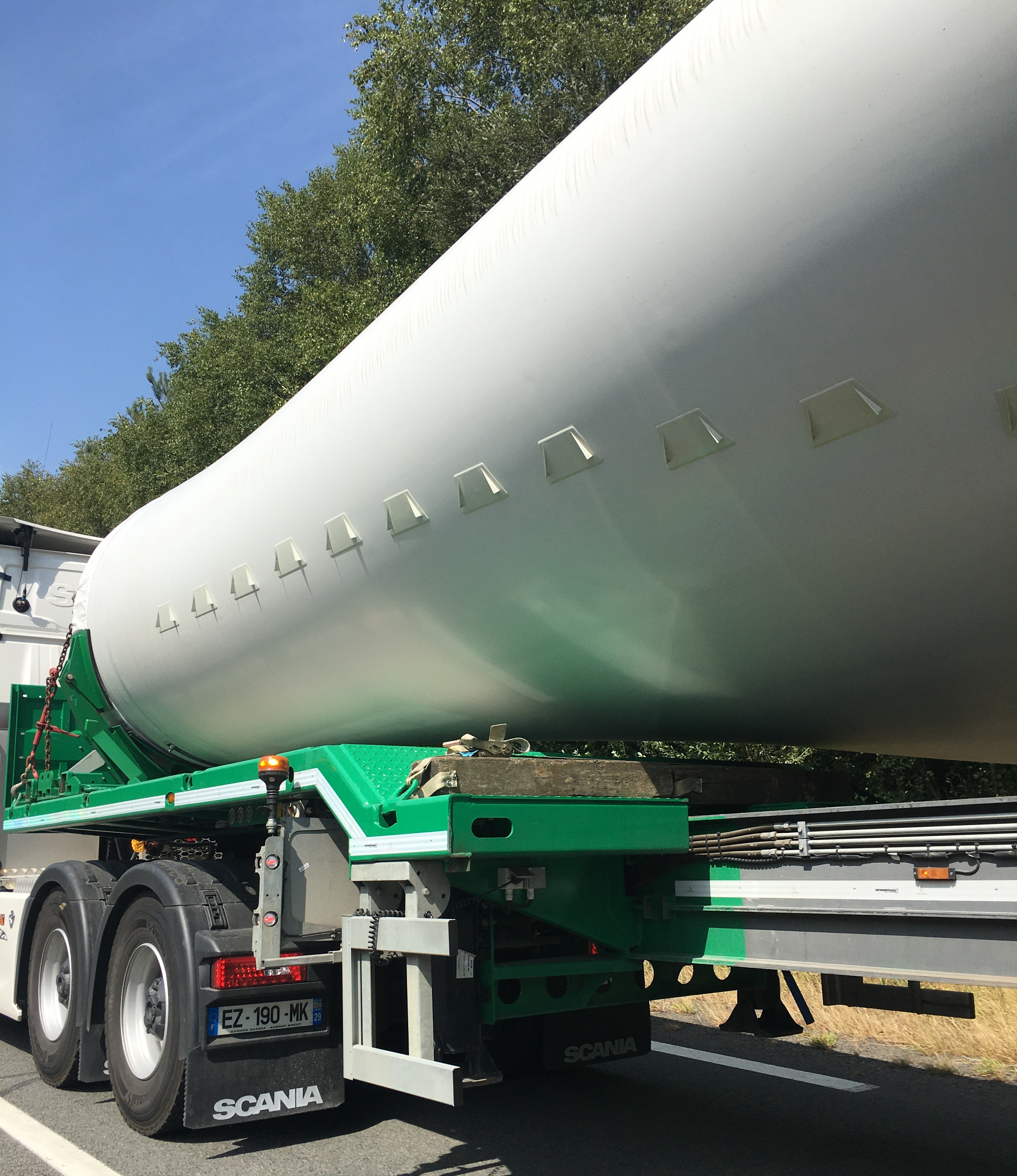
Turbulateurs visibles sur le pied d'une pale d'éolienne transportée par route dans le Finistère.
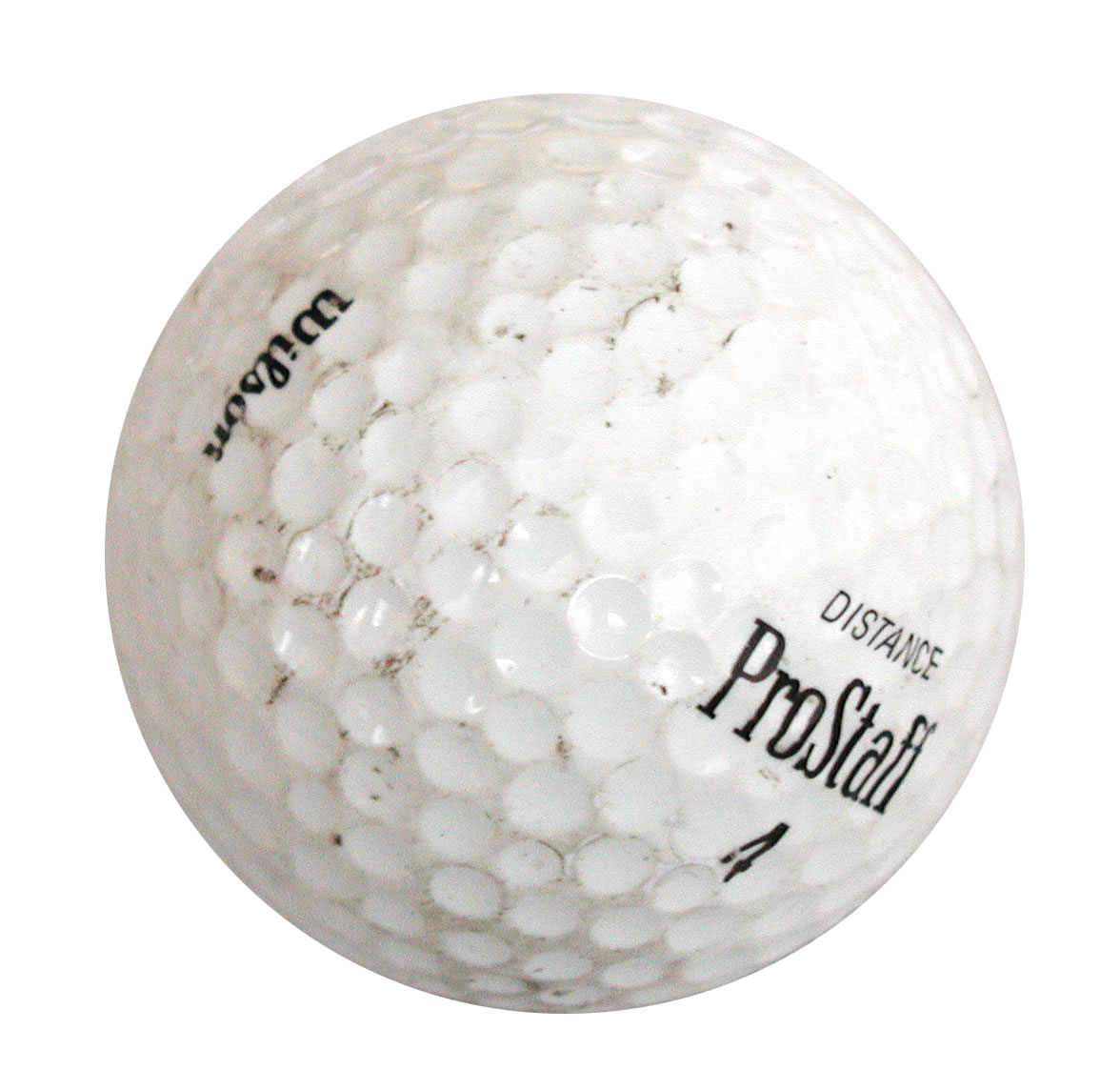
Une balle de golf avec ses multiples alvéoles déclenchant la transition de la couche limite.
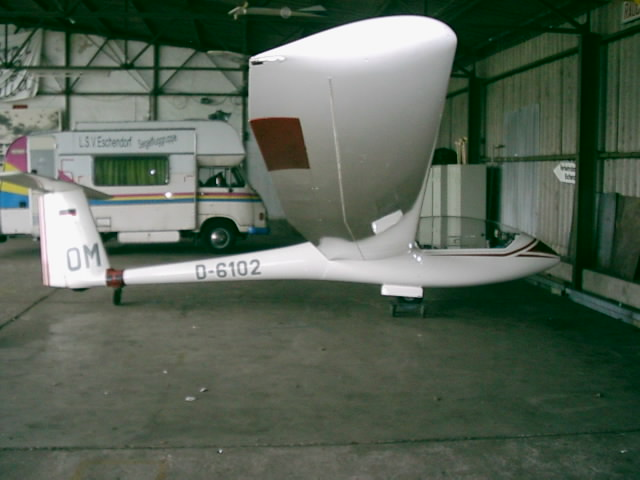
Prototype Grob G 102 Astir avec une bande turbulatrice sous l'aile.

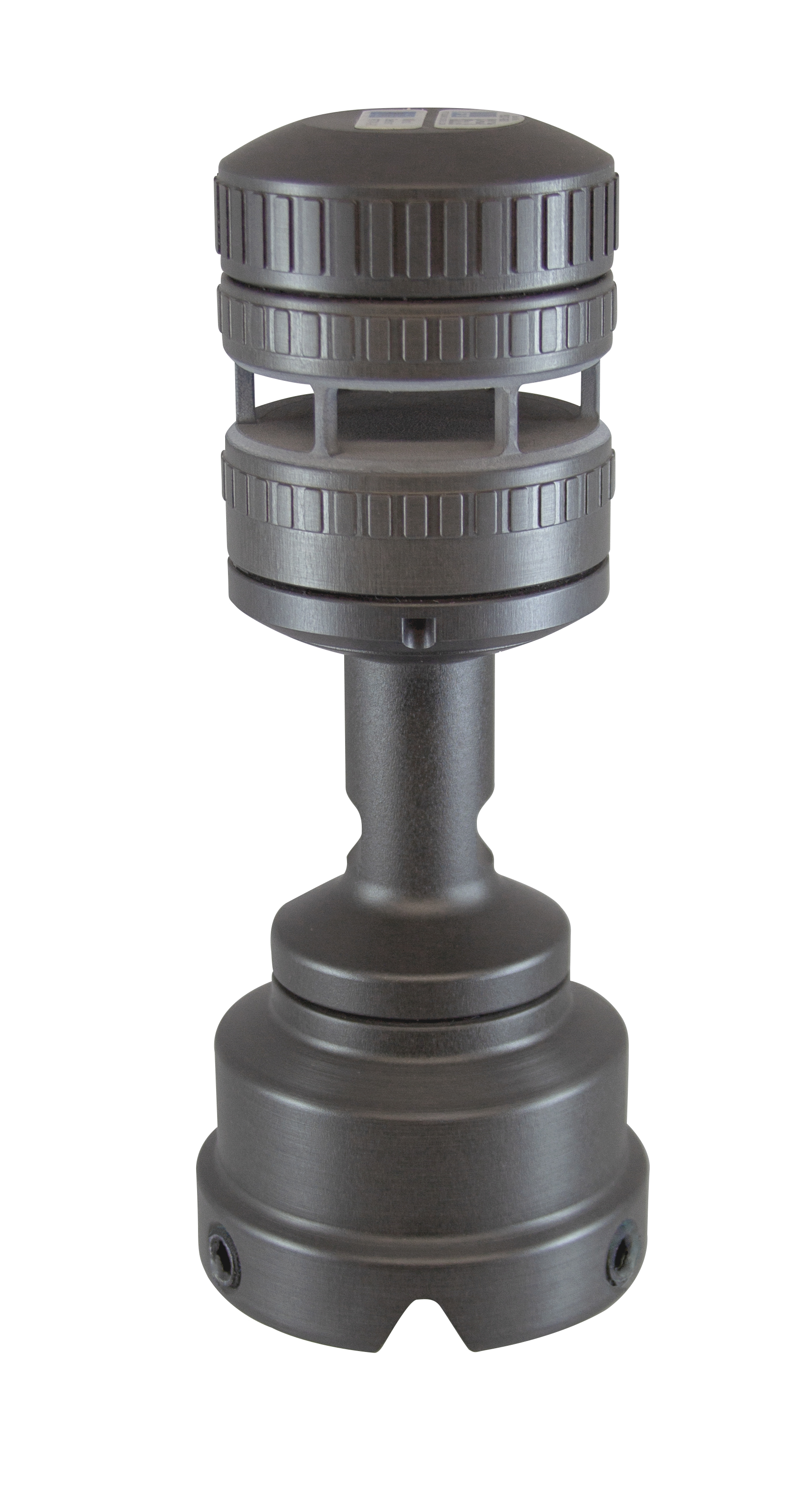
Capteur de vent à ultrasons FT742-DM50 utilisant des turbulateurs pour adapter le flux d'air

Dans les anémomètres, la présence de turbulateurs améliore la précision de la mesure de la vitesse du vent, en éliminant les passages imprévisibles d'une couche limite laminaire à une couche limite turbulente. L'étalonnage du capteur de vent peut être ainsi effectué plus précisément. Étant donné que la direction du vent peut être calculée à partir d'un certain nombre de mesures de vitesse du vent, la mesure de la direction du vent est également améliorée.